# Клербрук Парк (Њу Џерзи)
Клербрук Парк (енгл. Clearbrook Park) насељено је место без административног статуса у америчкој савезној држави Њу Џерзи.

## Демографија
По попису из 2010. године број становника је 2.667, што је 386 (-12,6%) становника мање него 2000. године.
| Група             | 2000.         | 2010.         |
| Белци             | 2.988 (97,9%) | 2.447 (91,8%) |
| Афроамериканци    | 25 (0,8%)     | 88 (3,3%)     |
| Азијати           | 9 (0,3%)      | 48 (1,8%)     |
| Хиспаноамериканци | 21 (0,7%)     | 75 (2,8%)     |
| Укупно            | 3.053         | 2.667         |